# Список умерших в 1890 году
В этой статье представлен список известных людей, умерших в 1890 году.
См. также: Категория:Умершие в 1890 году

## Январь
- 7 января — Генрих Кулаковский — русский врач, статский советник, доктор медицины и профессор военной Медико-Хирургической Академии в Санкт-Петербурге.
- 7 января — Фёдор Торнау — русский офицер, дипломат.
- 18 января — Амадей I (44) — король Испании с 1871 по 1873.
- 30 января — Хайреддин-паша — премьер-министр Туниса (1856), автор тунисской конституции (1861), Великий Визирь Оттоманской империи (1879).

## Февраль
- 22 февраля — Дмитрий Бакрадзе (63) — российский и грузинский историк, археолог, этнограф, член-корреспондент Петербургской академии наук.
- 22 февраля — Карл Генрих Блох (55) — датский художник.

## Март
- 16 марта — Принцесса Зорка (Карагеоргиевич) (25) — дочь черногорского монарха Николы I и Милены Вукотич, жена Петра Карагеоргиевича (который в 1903 году стал королём Сербии); умерла при родах их пятого ребёнка.
- 21 марта — Виктор Ген (76) — историк прибалтийско-немецкого происхождения.

## Апрель
- 1 апреля — Александр Можайский (65) — российский военный (морской) деятель — контр-адмирал, изобретатель — пионер авиации.
- 3 апреля — Джордж Фиппс (70) — британский дворянин, либеральный политик и колониальный губернатор Новой Шотландии, Квинсленда, Новой Зеландии и Виктории.
- 10 апреля — Николай Христианович (61) — русский композитор и музыкальный писатель.
- 13 апреля — Герман (Клица) (74) — архимандрит, настоятель Святогорского монастыря.

## Май
- 16 мая — Елена Баварская (56) — принцесса из дома Виттельсбахов (немецкий феодальный род).
- 24 мая — Маккрей, Джорджиана (86) — английская и австралийская художница, автор дневников.

## Июнь
- 13 июня — Василий Пукирев (57 или 58) — русский живописец-жанрист, по происхождению крестьянин.
- 28 июня — Александр Литовченко (55) — российский исторический и религиозный живописец, академик Императорской Академии художеств, участник «бунта четырнадцати», один из учредителей Санкт-Петербургской артели художников.

## Июль
- 18 июля — Лидия Беккер, лидер раннего движения за избирательные права женщин в Великобритании (род. 1827). Лидия Беккер

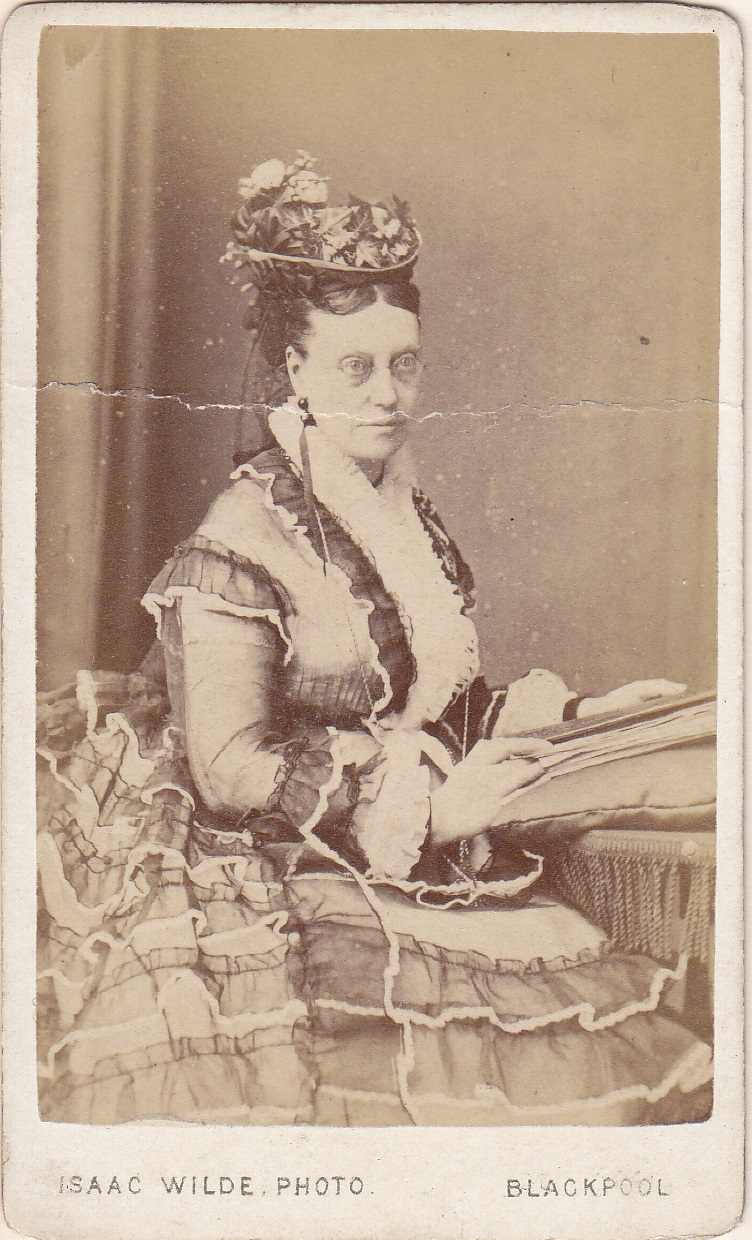
Лидия Беккер

- 18 июля — Александр Бунге (86) — немецко-русский ботаник.
- 28 июля — Максимиллиан Фаянс — польский художник-рисовальщик, литограф, фотограф.
- 29 июля — Винсент ван Гог (37) — всемирно известный нидерландский художник-постимпрессионист; умер в клинике для душевнобольных через 29 часов после попытки самоубийства.
- 31 июля — Николай Альбертини (63) — известный публицист.

## Август
- 7 августа — Александр Поль (57) — археолог, писатель, общественный деятель, предприниматель.
- 9 августа — Эдуард Бауэрнфельд (88) — австрийский драматург.
- 16 августа — Северин Уруский (73) — польский геральдист, экономист.
- 27 августа — Милледж Люк Бонэм (76) — американский политик, конгрессмен, губернатор Южной Каролины; во время гражданской войны был генералом армии Конфедеративных Штатов Америки.

## Сентябрь
- 9 сентября — Альфонс Поклевский-Козелл — российский предприниматель, виноторговец, горно- и золотопромышленник;
- 18 сентября — Жанна Самари (33) — французская актриса, модель многих полотен Ренуара; брюшной тиф.
- 21 сентября — Чарльз Стивенсон (64) — пятый губернатор штата Невада в период с 1887 по 1890 год, член Республиканской партии США.
- 29 сентября — Вахтанг Орбелиани (78) — грузинский поэт-романтик, генерал-лейтенант.

## Октябрь
- 5 октября — Виктор Квитницкий — генерал-лейтенант Русской императорской армии, сын Виленского коменданта генерал-лейтенанта К. Ф. Квитницкого.
- 12 октября — Александр Яхонтов (70) — русский поэт и общественный деятель.
- 13 октября — Пётр Чихачёв (82) — русский географ, геолог и путешественник.
- 26 октября — Карло Коллоди (63) — итальянский писатель и журналист, известный прежде всего своей детской сказкой «Приключения Пиноккио. История деревянной куклы».
- 29 октября — Вениамин (Павлов) — епископ Русской православной церкви, епископ Балтский, викарий Подольской епархии.

## Ноябрь
- 23 ноября — Виллем III (73) — король Нидерландов и великий герцог Люксембургский с 17 марта 1849, герцог Лимбургский, сын Виллема II и Анны Павловны.

## Декабрь
- 12 декабря — Джозеф Бом (56) — британский скульптор, миниатюрист и медальер.
- 14 декабря — Александр Драшусов (74) — русский астроном.
- 15 декабря — Сидящий Бык — вождь индейского племени хункпапа (территория современных Северной и Южной Дакоты); убит.
- 23 декабря — Мэри Пирси — англичанка, осуждённая за убийство жены своего любовника — миссис Фебы Хогг и их дочери, совершённое 24 октября 1890 года; повешена.
- 26 декабря — Генрих Шлиман (68) — немецкий предприниматель и археолог-любитель, прославившийся своими находками в Малой Азии, на месте античной (гомеровской) Трои.
- 27 декабря — Никанор (Бровкович) — епископ Православной Российской Церкви, архиепископ Херсонский и Одесский, духовный писатель. Доктор богословия.
- 29 декабря — Большая Нога — вождь индейского племени миннеконжу; убит вместе с более чем 300 соплеменниками в столкновении с армией США, известном как Бойня на ручье Вундед-Ни.

## Дата неизвестна или требует уточнения
- Григорий Данилевский (61) — русский и украинский писатель и публицист, автор романов из истории России и Украины XVIII-XIX веков.
- Фёдор Радецкий — выдающийся русский военачальник, член Государственного совета, почётный член Николаевской академии Генерального штаба.